# Kidding
Kidding ist eine US-amerikanische Fernsehserie, die dem Genre der Dramedy zuzuordnen ist und deren Hauptrolle Jim Carrey spielt. Die Erstausstrahlung fand am 9. September 2018 beim Bezahlsender Showtime statt. Die deutsche Synchronfassung ist seit dem 3. Dezember 2018 beim deutschen Bezahlsender Sky Atlantic HD zu sehen.
Die Serie wurde um eine zweite Staffel verlängert. Die zweite Staffel wurde vom 9. Februar bis zum 8. März 2020 ausgestrahlt. Im Juli 2020 wurde bekannt, dass die Serie nach nur zwei Staffeln abgesetzt wurde.

## Inhalt
Jeff Pickles, seit Generationen ein Geschichtenerzähler für Kinder im Fernsehen, sieht sich eines Tages mit der Implosion seiner Familie konfrontiert: Seine Frau verlässt ihn nach dem Tod eines der beiden Zwillingssöhne, und der andere betrachtet ihn als Weichei. Er ist fröhlich in seinen Programmen, aber er kann es nicht wirklich im wirklichen Leben sein. Wenn er seine üblichen Märchen, Fabeln und Marionetten nicht benutzen kann, um aus dieser Krise herauszukommen, wird er mit der Grausamkeit der Welt und dem Niedergang seiner geistigen Gesundheit konfrontiert sein.

## Besetzung und Synchronisation
Die deutsche Synchronisation entstand bei der Cinephon Filmproduktions GmbH in Berlin. Die Dialogbücher schrieb Rebekka Balogh, während Harald Wolff die Dialogregie führte.
| Rolle                                   | Schauspieler     | Hauptrolle                      | Nebenrolle       | Synchronsprecher  |
| --------------------------------------- | ---------------- | ------------------------------- | ---------------- | ----------------- |
| Jeffrey „Jeff“ Piccirillo/„Mr. Pickles“ | Jim Carrey       | 1.01–2.10                       |                  | Stefan Fredrich   |
| Sebastian Piccirillo                    | Frank Langella   | 1.01–1.10, 2.02–2.04, 2.06–2.09 |                  | Axel Lutter       |
| Jill Piccirillo                         | Judy Greer       | 1.01–1.02, 1.04–2.10            | 1.03 (Stimme)    | Tanja Geke        |
| William „Will“ Piccirillo               | Cole Allen       | 1.01–2.03, 2.06, 2.08–2.10      |                  | Carlos Fanselow   |
| Philip „Phil“ Piccirillo                | Cole Allen       |                                 | 1.01, 1.08, 2.10 | Carlos Fanselow   |
| Maddy Perera                            | Juliet Morris    | 1.01–2.04, 2.07, 2.09–2.10      |                  | Noa Sarah Hadad   |
| Deirdre „Didi“ Perera                   | Catherine Keener | 1.01–2.10                       |                  | Anke Reitzenstein |
| Peter                                   | Justin Kirk      | 2.01–2.04, 2.06, 2.08–2.09      | 1.01–1.10        | Björn Schalla     |

## Homevideo-Veröffentlichung
Im deutschsprachigen Raum wurde die erste Staffel der Serie am 13. Juni 2019 auf DVD veröffentlicht.